# ジェノヴァ砲撃戦 (1684年)
ジェノヴァ砲撃戦（ジェノヴァほうげきせん、伊: Bombardamento navale di Genova, 西: Bombardeo de Génova, 英: Bombardment of Genoa）は、再統合戦争中の1684年5月18日から5月28日にかけて行われた、フランス王国によるジェノヴァへの砲撃。

## 背景
スペイン領ミラノ公国が内陸国であったため、ジェノヴァ共和国はスペイン帝国にとって戦略的に重要な同盟国であった。スペインとミラノの間の全ての交通と輸送はジェノヴァ港を通じて行われた。さらに、1557年にスペイン王フェリペ2世が破産を宣告した以降、ドイツのフッガー家がスペインの銀行家の座から転げ落ち、代わりにジェノヴァの銀行家がスペイン王家に融資をしていたため、両国は自然と同盟国になった。
ネーデルラント継承戦争と仏蘭戦争を経て、フランスがスペインに代わってヨーロッパ最強国になったことは明らかになった。1683年10月、フランスはスペイン領ネーデルラントの領土をいくらか併合、再統合戦争を開始した。そして、スペインがジェノヴァ港を経由して援軍を派遣すると、フランスはジェノヴァに罰を与えることを決定した。
再統合戦争の開戦直前である1682年、フランソワ・ピドゥ・ド・サントロンはフランスがはじめてジェノヴァ共和国に派遣する常駐大使に就任したが、彼は砲撃戦において重要な役割を演じた。彼は実質的にはスパイであり、ジェノヴァの守備、 大砲の位置など貴重な情報をフランスに提供した。

## フランス軍の攻撃
正式な宣戦布告がないまま、アブラハム・デュケーヌ率いるフランス艦隊は1684年5月18日から28日にかけてジェノヴァを砲撃した。5月21日から22日の間に砲撃が止まったが、この10日間で合計1万3千枚の砲弾がジェノヴァに向けて発射された。砲撃はジェノヴァにとって災難だった。フランス軍は陽動としてアルバーロに軍を上陸させ、本当の攻撃としてサンピエルダレーナに軍を上陸させたが、いずれもヴァル・ポルチェヴェラから駆けつけてきたジェノヴァ軍と志願兵に撃退された。

## 影響

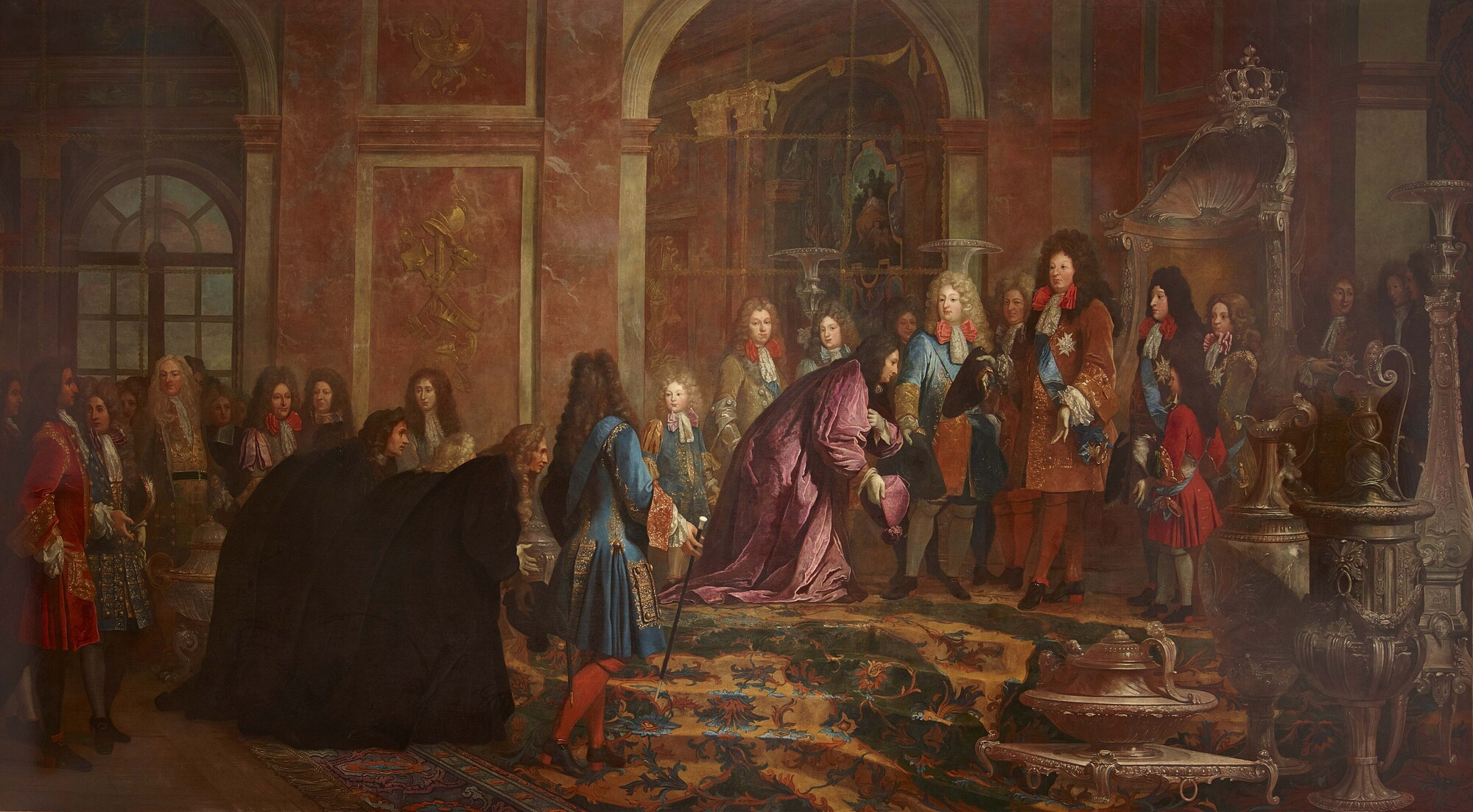
ジェノヴァのドージェのフランチェスコ・マリア・レルチャリ・インペリアーレによるルイ14世への補償、1685年5月15日。クロード＝ギー・アレ作、1715年。

ジェノヴァ共和国はその後の1世紀もの間フランスの影響下に置かれたが、独立を維持し、中立に転じた。ジェノヴァの銀行家と商人はフランスとの新しい銀行業と商業関係を樹立した。